# Pietro Durazzo (1632-1699)

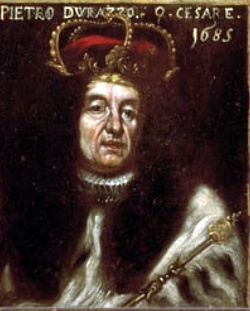
Imagem de Pietro Durazzo.

Pietro Durazzo (Génova, 1632 – Génova, 31 de julho de 1699) foi o 128.º Doge da República de Génova e rei da Córsega.

## Biografia
Eleito no dia 23 de agosto de 1685 o novo Doge de Génova, o centésimo vigésimo oitavo na história republicana, o mandato de Pietro Durazzo foi dedicado quase totalmente à reconstrução da capital genovesa após o devastador bombardeamento naval francês do ano anterior. Como Doge, ele também foi investido no cargo bienal de rei da Córsega. Com o fim do mandato, a 23 de agosto de 1687, ao qual se seguiu a sua nomeação como procurador perpétuo, continuou a servir o estado em vários cargos. Durazzo faleceu em Génova a 31 de julho de 1699.